# Ouragan Leslie (2018)
Pour les articles homonymes, voir Cyclone tropical Leslie.
L’ouragan Leslie est le treizième cyclone tropical de la saison cyclonique 2018 dans l'océan Atlantique nord, le douzième à recevoir un nom et le sixième à atteindre le statut d'ouragan. Après s'être difficilement formé en tempête subtropicale au sud-ouest des Açores le 23 septembre, Leslie a longtemps oscillé en intensité en errant longuement au milieu de l'océan. Finalement, elle est devenue pour la première fois un ouragan de catégorie 1 le 3 octobre à 810 km à l'est-sud-est des Bermudes. Encore là, Leslie est retombé rapidement à tempête tropicale. Continuant à errer, le système a traversé l'Atlantique et est redevenu un ouragan la nuit du 9 au 10 octobre en se dirigeant vers Madère. Après avoir croisé au nord de l'archipel, il s'est dirigé vers la péninsule Ibérique et s'est transformé en cyclone extratropical quelques heures avant de toucher le Portugal où il a fait 27 blessés légers et causés des dégâts importants. Les restes de Leslie ont apporté de l'humidité à un système frontal, permettant d'intensifier des orages en Catalogne et dans le sud de la France. On dénombre dans ce dernier pays 14 morts et 75 blessés.
Selon les données historiques météorologiques, seuls cinq ouragans sont arrivés dans cette partie de l’océan Atlantique, le dernier étant l'ouragan Ophélia en 2017. Leslie serait le plus puissant à atteindre d'aussi près le Portugal depuis 1842. Seul l’ouragan Vince a touché terre en péninsule ibérique, dans le sud de l’Espagne en 2005, mais alors qu'il avait été rétrogradé en dépression tropicale,.

## Évolution météorologique

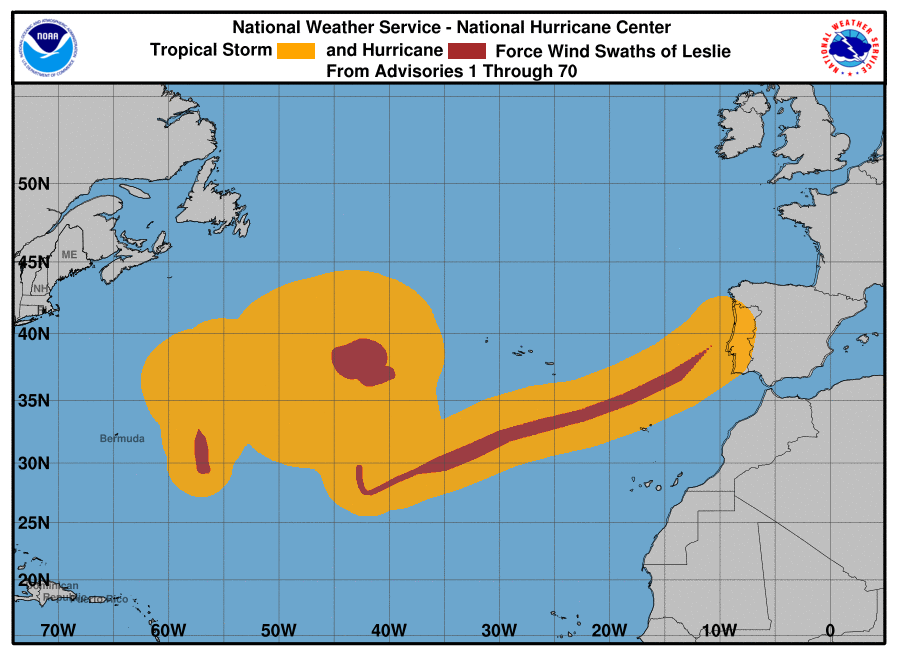
Corridor de vent de tempête (orange) et d'ouragan (rouge) que l'ouragan Leslie a affecté.

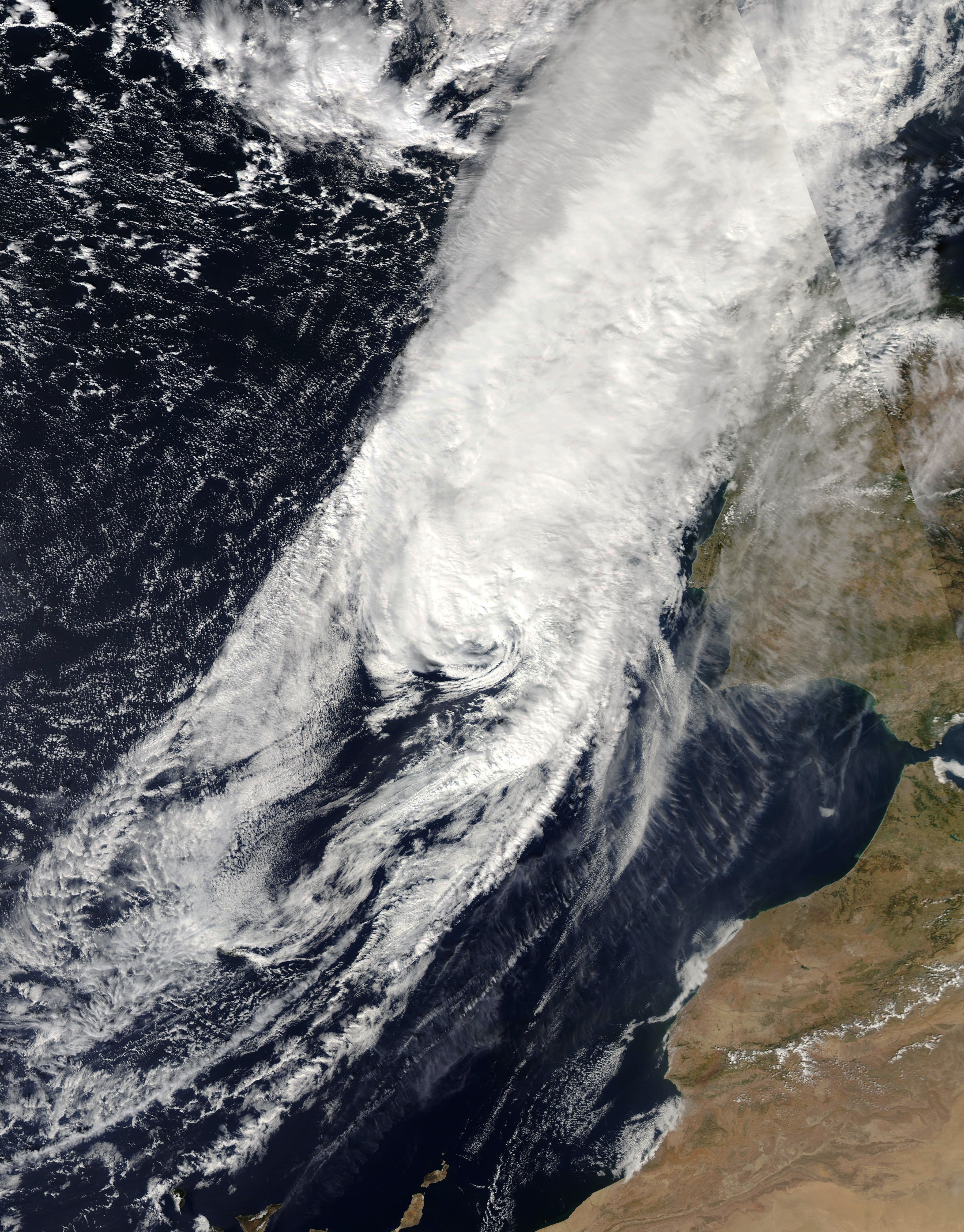
Leslie approchant du Portugal.

Le NHC a commencé à surveiller le 19 septembre une zone au sud-ouest des Açores qui montrait un potentiel de formation tropicale ou subtropicale. Une dépression non tropicale s'y est formé le 22 septembre et elle est devenue une tempête subtropicale le lendemain à 15 h UTC. Le NHC lui attribua le nom de Leslie.
À 3 h UTC le 25 septembre, Leslie est redescendu au niveau de dépression subtropicale étant dans un environnement peu favorable en plein milieu de l'Atlantique nord. À 15 h UTC, le système est devenu post-tropical, à plus de 1 700 km à l'ouest-sud-ouest des Açores, en étant rejoint par un creux frontal venu de l'ouest. Ce dernier permit à l'ex-Leslie de s'intensifier et le NHC prévoyait une forte probabilité de retour à une tempête tropicale pour les jours suivants, une fois le front passé.
En attendant de redevenir subtropical, ou même tropical, le cyclone extratropical a atteint momentanément des vents de force équivalente à un ouragan de catégorie 1 le 27 septembre au milieu de l'Atlantique tout en décrivant une trajectoire anti-horaire. Finalement à 21 h UTC le 28 septembre, le NHC annonça que Leslie était redevenue une tempête subtropicale à 1 880 km à l'ouest des Açores.
Le 29 septembre à 21 h UTC, le NHC annonça que Leslie était devenue tropicale à 1 270 km à l'est-nord-est de Bermudes. Son déplacement lent produisait cependant une remontée d'eau froide à la surface de la mer ce qui empêchait une intensification rapide mais le 1er octobre, Leslie semblait avoir développé un œil alors que les vents atteignaient 95 km/h, s'approchant ainsi de la force d'un ouragan de catégorie 1. Finalement le 3 octobre au matin, Leslie a atteint le statut d'ouragan de catégorie 1 à 810 km à l'est-sud-est des Bermudes.
À partir de ce moment, Leslie inversa sa trajectoire et remonta lentement vers le nord dans la circulation d'altitude. Ceci ramena l'ouragan vers des eaux qu'il avait contribué à rafraichir en les brassant, amorçant un affaiblissement lent. Dès 21 h UTC le 4 octobre, le système était déjà redevenu une tempête tropicale. Deux jours plus tard, Leslie a amorcé un changement de trajectoire vers l'est, puis le sud-est. Après plusieurs jours, Leslie est redevenue un ouragan en atteignant des eaux plus chaudes à 1 720 km à l'ouest-sud-ouest des Açores la nuit du 9 au 10 octobre.
Changeant à nouveau de direction, l'ouragan se dirigea vers l'est puis le nord-est en direction de Madère tout en continuant de s'intensifier lentement. La nuit du 12 au 13 octobre, Leslie est passé à 320 km au nord-nord-ouest de Madère. Il se dirigea ensuite à 57 km/h vers la péninsule Ibérique.
À 15 h UTC le 13, l'ouragan n'était plus qu'à 315 km à l'ouest-sud-ouest de Lisbonne, les vents de force d'ouragan s’étendant jusqu’à 95 km de son centre et ceux de tempête tropicale jusqu'à 335 km. Malgré son déplacement au-dessus d'eaux à 20 °C et d'un fort cisaillement des vents en altitude, les données satellites montraient que le système gardait toujours un centre chaud caractéristiquement tropical et n'avait toujours pas été rattrapé par un front froid venant de l'ouest. Cependant à 21 h UTC, Leslie devint post-tropical à 135 km au sud-sud-ouest de Porto mais son intensité n'avait que peu diminué. Le NHC cessa donc ses bulletins et laissa le soin de suivre le cyclone extratropical aux services météorologiques portugais et espagnols.
Le système toucha terre près de Figueira da Foz à 21 h 10 UTC le 13 octobre. Elle se dirigea ensuite vers le nord de l'Espagne tout en perdant rapidement de son intensité. À 0 h UTC, la dépression, déjà beaucoup affaiblie, était rendu à la frontière nord-est du Portugal. Elle traversa ensuite l'Espagne en se dirigeant vers la Méditerranée tout en se dissipant. Cependant, son apport d'humidité et la présence d'un front froid quasi-stationnaire a permis la formation d'orages intenses en succession sur la Catalogne et le sud de la France, donnant jusqu'à 260 mm d'accumulation selon le radar météorologique et causant des inondations locales.

## Impacts
Durant son long trajet au milieu de l'Atlantique, Leslie a produit une forte houle cyclonique qui a atteint la côte est de États-Unis, les Bermudes, les Bahamas et les Açores, sans causer de dégâts ou décès.

### Madère
Une veille cyclonique fut émise pour Madère dès le 11 octobre à 21 h UTC. La veille fut rehaussée à une alerte cyclonique la nuit suivante ce qui constitue la première fois de toute l'histoire de l'archipel qui n'avait jamais connu de cyclone tropical auparavant. Les autorités de Madère interdirent l'accès aux plages alors que plus de cent événement sportifs et 8 vols aériens furent annulés,.

### Portugal
Le service météorologique portugais a émis des bulletins de vigilance orange et rouge pour de fortes pluies, des vents violents et l'onde de tempête associés au système. Par précaution, l'autorité maritime du Portugal a conseillé aux pêcheurs qui se trouvaient en mer de rejoindre le port d'abri le plus proche le 13 octobre. La compagnie aérienne TAP Air Portugal annula sept vols au départ ou l'arrivée de Lisbonne. Les liaisons fluviales sur le Tage furent interrompues et plusieurs événements furent annulés.
Plus d'un millier d'arbres furent renversés ou cassés par le vent dont les rafales ont atteint 176,4 km/h à Figueira da Foz (le point d'impact, le 13 octobre 2018 dans la soirée), 122,0 km/h à Coimbra et 120,2 km/h à Aveiro,. Le 14 octobre à 2 h 30 UTC, la compagnie d'électricité annonçait que le nombre de clients sans électricité atteignait des centaines de milliers de personnes, nombre qui fut précisé à environ 300 000 plus tard en journée. Des lignes électriques ont été jetées au sol et des routes bloquées par les débris, notamment l'autoroute A1 qui traverse le pays. À Figueira da Foz, des voitures écrasées par les arbres tombés faisait penser à un bombardement selon télévision privée SIC.
Selon TVI 24, 15 000 clients du réseau informatique furent privés de service dans les régions de Lisbonne, Pombal, Leiria et Setúbal. À Figueira da Foz, environ 800 personnes furent accueillies au Centre des arts et des spectacles réquisitionné par la protection civile après la coupure de courant. La finale du Championnat d'Europe de rink hockey féminin 2018 entre le Portugal et l'Espagne au pavillon municipal de Mealhada fut suspendue par manque d'électricité.
Selon le commandant de la protection civile portugaise au 14 octobre, la tempête avait fait 27 blessés sans gravité et une soixantaine de personnes durent être relogées. Le lendemain, un décès fut signalé et le nombre de blessés fut rehaussé à 28.

### Espagne
Le nord-ouest de l'Espagne fut mis en vigilance jaune, puis orange, le 13 octobre par le service météorologique. Les régions des Asturies, Leon et Cantabrie étaient particulièrement visées par les fortes pluies. Les vestiges de Leslie sont entrés dans le pays par la province de Zamora. Les vents maximaux soutenus furent de 68 km/h à Fuentesaúco et de 57 km/h à Villadepera avec des rafales maximales de 96 km/h à Fuentesaúco, dans la région de La Guareña au sud-est de la province.
Le service météorologique de Catalogne a enregistré à plusieurs endroits entre 20 et 30 mm de pluie en seulement une demi-heure dont  26,3 mm à Blancafort, 20,7 mm à Prades et 29 mm à Falset. Dans d’autres villes de la province, telles que Cambrils, il est tombé de 45 mm en moins d’une heure et à Margalef, Benissanet ou Riudoms, il est tombé plus de 50 mm au total.

### France
Le déplacement de masses d'air chaud et humide vers la Catalogne et le sud de la France, par la dépression post-tropicale Leslie, ainsi que la présence d'un front froid, ont favorisé le développement d'un « épisode méditerranéen très actif nécessitant une vigilance particulière », selon Météo-France. Celui-ci donna de fortes pluies orageuses sur le sud de la France, causant des inondations locales.
Ainsi, la pluie a fait monter le niveau de l'Orbiel de 6 m à Conques-sur-Orbiel et celui du fleuve Aude de 7,5 m à Trèbes,. Les services d'urgence n'ont pu intervenir dans certains secteurs, 14 personnes se sont noyées et 75 ont été blessés sérieusement dans ces crues soudaines, surtout à Villegailhenc dans l'Aude, par l'effet indirect des résidus de Leslie,.
D'autre part, une tornade classée en haut de l'échelon EF1 (vent proche de 175 km/h) s'est abattue sur Narbonne-Plage. Une seconde tornade a frappé Gruissan concomittament et des rafales de vent à 110 km/h furent notées à Sète.